# Kẹo kéo
Kẹo kéo là một loại kẹo bình dân của Việt Nam, được làm thủ công bằng nguyên liệu chính là mật mía hoặc đường.

## Thành phần
Nguyên liệu: mật mía hoặc đường; mỡ hoặc dầu ăn và một chút chất tạo mùi (dầu chuối, vani...).

## Chế biến
- Đun nóng (còn gọi là thắng) mật hoặc đường ở ngọn lửa vừa phải để đường tan chảy từ từ rồi cho mỡ hoặc dầu ăn vào để kẹo có độ bóng, muốn có mùi và màu thì cũng cho phụ gia vào lúc này. Đường được thắng cho vừa tới. Người ta thường thử độ tới bằng cách nhỏ mấy giọt đường vào nước ở nhiệt độ thường, nếu giọt đường không bị hòa tan là vừa tới. Người chế biến có kinh nghiệm chỉ cần ngửi mùi đường đang thắng là có thể xác định được độ tới. Nếu đường thắng chưa tới sẽ không đủ độ đông kết để làm kẹo, nếu thắng quá mức kẹo sẽ cứng, không đạt độ dẻo như yêu cầu.
- Khi đường vừa tới thì lấy ra rồi đánh đều. Vì hỗn hợp lúc này có độ kết dính cao nên muốn đánh đều người ta thường dùng những chiếc đinh to, que tre hoặc gỗ đóng lên bàn hay tường để đánh kẹo kéo. Cả khối kẹo bán thành phẩm được đập thẳng vào đinh rồi kéo dài ra, động tác cứ lặp đi lặp lại cho đến khi kẹo trông đã đạt độ trắng và dẻo cần thiết là được. Trong quá trình đánh, nếu kẹo cứng quá thì phun thêm nước vào.
- Dàn khối đường trên thành tấm, cho lạc nhân vào giữa, cuộn lại thành khối kẹo to và dài như cánh tay, bọc vải sạch hoặc nylon, khi ăn mới kéo từ khối kẹo ra một lượng vừa phải để ăn. Hiện nay, kẹo kéo còn được chia sẵn ra thành từng thanh nhỏ cho tiện.

## Kẹo kéo trong đời sống
Kẹo kéo là món ăn vặt rẻ tiền, thường được bán rong lại có những cách bán hàng hấp dẫn nên đã từng được trẻ em, học sinh rất ưa thích. Điểm đặc biệt của kẹo kéo là mặc dù nó rất dẻo, dễ kéo dài nhưng khi đã tạo thành thanh nhỏ thì lại trở nên giòn khi bị lực tác động vuông góc với nó. Do vậy khi có khách, người bán dùng vải lót tay rồi kéo kẹo dài ra cho đến khi được một thanh kẹo đạt kích thước phù hợp (thường dài 5–10 cm và to như cây bút viết) thì dùng ngón tay trỏ chặt một cái mạnh và dứt khoát lên thanh kẹo khiến nó gãy rời ra kèm theo một tiếng "rắc" rất thú vị. 
Để hấp dẫn trẻ em, người bán thường cho chúng thực hiện động tác này khi mua kẹo. Người bán kẹo kéo rong còn có thể đổi kẹo lấy các loại phế liệu (giấy loại, sắt vụn,...) thậm chí kích thích trẻ em bằng cách mang theo một bàn quay số đơn giản, khi trả tiền xong, khách quay được số nào thì nhận số thanh kẹo tương ứng. Tuy nhiên, những năm gần đây kẹo kéo không còn phổ biến như trước nữa.
Do kẹo kéo rất dẻo nên trong đời sống có một số thành ngữ liên quan:
- Dẻo như kẹo kéo - để chỉ động tác hoặc cách ăn nói rất dẻo, khéo léo.
- Kẹo kéo còn được dùng chỉ những người hà tiện, keo kiệt.

Ngoài tiếng rao đơn giản "Kẹo kéo đêêê!" của người bán kẹo kéo rong, còn có một số câu dao:
"Cô nào chồng bỏ, chồng chê
ăn cây kẹo kéo chồng mê, chồng về."
 
"Có tiền mà để làm gì
Không mua kẹo kéo Bắc Kỳ ăn chơi."
 
"Kẹo kéo, càng kéo càng dài, càng nhai càng ngọt, nuốt nước bọt ngọt...hàng tuần.": 
"Kẹo kéo, càng kéo càng dài, càng nhai càng ngọt, ngọt như đường cát, mát như đường phèn. Ai mua kẹo kéo không."

## Kẹo tương tự trên thế giới
- Ở Mỹ và châu Âu có loại kẹo Taffy, sản xuất bằng máy móc từ đường, bơ và cho thêm các phụ gia tạo màu, mùi. Kẹo được kéo thành dây và cuộn lại rồi đóng gói.
- Nhật Bản có loại kẹo gọi là Amezaiku (飴細工), tương tự kẹo kéo nhưng được nặn thành hình các con giống.